# Вторая книга Гитлера
Вторая книга Гитлера (нем. Hitlers Zweites Buch, транслит. «цвайтес бух») — продолжение книги «Майн кампф». Книга, содержащая идеи Гитлера в области внешней политики, была написана в 1928 году, но при жизни Гитлера не публиковалась. Ему же принадлежит черновое название — «Цвайтес бух», «вторая книга».

## История публикации
Рукопись объемом около 200 страниц существовала в двух экземплярах. Вторая книга не вышла в 1928 году, так как «Майн кампф» продавалась плохо, и издательство дало Гитлеру понять, что публикация еще одной книги фактически замедлит продажи. Когда после выборов в рейхстаг 1930 года «Майн кампф» начала хорошо расходиться, Гитлер сам отказался от публикации, посчитав, что вторая книга раскрывает его внешнеполитические цели. В 1935 году по его распоряжению рукопись была помещена в сейф бомбоубежища, где её в 1945 году обнаружил американский офицер.
В 1961 году книга была впервые опубликована на немецком. «Пиратский» перевод на английский вышел в 1962 году.

## Содержание
Книга содержит следующие главы:
- Предисловие
- Война и мир в борьбе за выживание
- Борьба, а не экономика гарантирует жизнь
- Раса, борьба и держава
- Критика внешней политики и предложения
- Политика НСДАП
- От единого государства – к политике жизненного пространства
- Ошибочная экономическая и союзная политика Второго рейха
- Необходимость военной мощи
- Ни пограничная политика, ни экономическая политика, ни Паневропа
- Нет нейтралитету
- Политическая ситуация в Германии
- Принципы внешней политики Германии
- Возможные цели
- Германия и Англия
- Германия и Италия
- Заключение